# Gijs Esders
Gijs Esders (Deventer, 9 juni 1992) is een Nederlandse langebaanschaatser. Esders kwam onder andere uit voor Team IKO.

## Records

### Persoonlijke records
| Afstand    | Tijd    | Datum            | Baan       |
| ---------- | ------- | ---------------- | ---------- |
| 500 meter  | 34,99   | 26 januari 2019  | Heerenveen |
| 1000 meter | 1.08,67 | 23 november 2019 | Heerenveen |
| 1500 meter | 1.47,48 | 29 december 2018 | Heerenveen |
| 3000 meter | 3.59,55 | 5 februari 2017  | Heerenveen |

(laatst bijgewerkt: 31 januari 2022)

## Resultaten
| Jaar | NK afstanden                 | NK sprint | Wereldbeker         |
| ---- | ---------------------------- | --------- | ------------------- |
| 2011 |                              | 19e       |                     |
|      |                              |           |                     |
| 2014 | 20e 500m 24e 1000m           |           |                     |
|      |                              |           |                     |
| 2016 | 17e 500m 16e 1000m           |           |                     |
| 2017 | 14e 500m 15e 1000m           | 11e       |                     |
| 2018 | 14e 500m 16e 1000m 16e 1500m | 11e       |                     |
| 2019 | 14e 500m 9e 1000m 8e 1500m   | 6e        | 23e 1000m 45e 1500m |
| 2020 | 8e 500m 10e 1000m 10e 1500m  | Brons     |                     |
| 2021 | 11e 500m 9e 1000m            | 10e       |                     |
| 2022 | 7e 500m 16e 1000m            | 15e       |                     |
| 2023 | 8e 500m 13e 1000m            | 14e       |                     |
| 2024 | 11e 500m 17e 1000m 20e 1500m | 13e       |                     |